# ディー・ブラウン (野球)
ダーマル・ブラム・ブラウン（Dermal Bram "Dee" Brown、1978年3月27日 - ）は、アメリカ合衆国ニューヨーク州ブロンクス区出身の元プロ野球選手（外野手）。

## 経歴
1996年にカンザスシティ・ロイヤルズから1巡目（全体14位）で指名を受け、1998年から2004年までロイヤルズでプレー。2005年、2006年はマイナーリーグでプレーする。
2006年12月30日にアリゾナ・ダイヤモンドバックスと春季キャンプの招待選手として契約し、3Aのツーソン・サイドワインダーズに所属する。2007年5月30日に金銭トレードでオークランド・アスレチックスに移籍。
2008年はロサンゼルス・エンゼルス・オブ・アナハイム、2009年はロサンゼルス・ドジャースとマイナー契約。12月28日に、埼玉西武ライオンズへの入団が決まった。
2010年シーズンは4月4日の北海道日本ハムファイターズ戦で日本プロ野球公式戦通算90,000号となる本塁打を放つなど、21本塁打76打点とまずまずの成績を残したが、打率は.241に終わった。交流戦では好調であったものの、パリーグの球団相手では東北楽天ゴールデンイーグルス戦における対戦打率こそ.339を記録したが、それ以外の球団とは相性が悪く、特に福岡ソフトバンクホークス戦では.184 0本塁打と全く打てなかった。2011年1月19日にホセ・フェルナンデスとともに契約が更新された。
2011年シーズンは東日本大震災の発生直後に一時帰国したものの、開幕までに再来日し4月12日の開幕戦にも先発起用された。しかしその後打撃不振を理由に4月30日に一軍登録を抹消された。6月14日に再昇格したが調子が上向くことはなく、打率.155、0本塁打と極度の不調に陥ったことから7月15日に再び一軍登録を抹消された。そして8月7日に翌8日付でウェイバー公示されることが球団から発表され、シーズン中途での退団が決定した。その後、現役を引退。

## 人物
自身か中島裕之がホームランを打った時には、ベンチのカメラ前で「ロックスター」というパフォーマンスをする。なおシーズン当初は2人だけだったが、途中から片岡易之が勝手に参加しはじめ、カメラに映らない範囲でもエアギターする選手などがいたりする。
得点圏のことを「マネータイム」と呼ぶことがある。実際に「給与を稼げるチャンスだから」という理由。
2011年3月8日のオープン戦（対阪神タイガース、皇子山球場）で、ユニフォームを忘れたため、同僚のアレックス・グラマンのユニフォームを着用して出場した。
登場曲にはBusta Rhymesの「Stop The Party」を使用しているが、2011年7月1日だけTEEのベイビー・アイラブユーを使用した。本人曰く、「南郷のキャンプで聴いて、いい歌だと思って探していた」ところ、前日京セラドーム大阪での練習中にかかっているのを聞き、早速変更したものの、その日の成績は3打数0安打と散々な結果に終わったうえ、「打席で聴くのには合わない」という理由で翌日から元の曲に戻した。

## 詳細情報

### 年度別打撃成績
| 年 度    | 球 団    | 試 合 | 打 席 | 打 数 | 得 点 | 安 打 | 二 塁 打 | 三 塁 打 | 本 塁 打 | 塁 打 | 打 点 | 盗 塁 | 盗 塁 死 | 犠 打 | 犠 飛 | 四 球 | 敬 遠 | 死 球 | 三 振 | 併 殺 打 | 打 率 | 出 塁 率 | 長 打 率 | O P S |
| -------- | -------- | ----- | ----- | ----- | ----- | ----- | -------- | -------- | -------- | ----- | ----- | ----- | -------- | ----- | ----- | ----- | ----- | ----- | ----- | -------- | ----- | -------- | -------- | ----- |
| 1998     | KC       | 5     | 3     | 3     | 2     | 0     | 0        | 0        | 0        | 0     | 0     | 0     | 0        | 0     | 0     | 0     | 0     | 0     | 1     | 0        | .000  | .000     | .000     | .000  |
| 1999     | KC       | 12    | 27    | 25    | 1     | 2     | 0        | 0        | 0        | 2     | 0     | 0     | 0        | 0     | 0     | 2     | 0     | 0     | 7     | 0        | .080  | .148     | .080     | .228  |
| 2000     | KC       | 15    | 28    | 25    | 4     | 4     | 1        | 0        | 0        | 5     | 4     | 0     | 0        | 0     | 0     | 3     | 0     | 0     | 9     | 0        | .160  | .250     | .200     | .450  |
| 2001     | KC       | 106   | 406   | 380   | 39    | 93    | 19       | 0        | 7        | 133   | 40    | 5     | 3        | 1     | 2     | 22    | 4     | 1     | 81    | 12       | .245  | .286     | .350     | .636  |
| 2002     | KC       | 16    | 55    | 51    | 5     | 12    | 3        | 1        | 1        | 20    | 7     | 0     | 0        | 0     | 0     | 4     | 0     | 0     | 20    | 0        | .235  | .291     | .392     | .683  |
| 2003     | KC       | 50    | 143   | 132   | 16    | 30    | 7        | 0        | 2        | 43    | 14    | 1     | 1        | 0     | 1     | 8     | 1     | 2     | 37    | 0        | .227  | .280     | .326     | .605  |
| 2004     | KC       | 59    | 209   | 195   | 19    | 49    | 7        | 0        | 4        | 68    | 24    | 2     | 2        | 1     | 1     | 11    | 0     | 1     | 50    | 1        | .251  | .293     | .349     | .642  |
| 2007     | OAK      | 8     | 3     | 3     | 0     | 0     | 0        | 0        | 0        | 0     | 0     | 0     | 0        | 0     | 0     | 0     | 0     | 0     | 2     | 0        | .000  | .000     | .000     | .000  |
| 2010     | 西武     | 118   | 479   | 424   | 53    | 102   | 20       | 0        | 21       | 185   | 76    | 2     | 3        | 0     | 4     | 49    | 2     | 2     | 101   | 11       | .241  | .319     | .436     | .756  |
| 2011     | 西武     | 21    | 65    | 58    | 3     | 9     | 2        | 0        | 0        | 11    | 5     | 0     | 0        | 0     | 0     | 5     | 0     | 2     | 16    | 0        | .155  | .246     | .190     | .436  |
| MLB：8年 | MLB：8年 | 271   | 874   | 814   | 86    | 190   | 37       | 1        | 14       | 271   | 89    | 8     | 6        | 2     | 4     | 50    | 5     | 4     | 207   | 13       | .233  | .280     | .333     | .613  |
| NPB：2年 | NPB：2年 | 139   | 544   | 482   | 56    | 111   | 22       | 0        | 21       | 196   | 81    | 2     | 3        | 0     | 4     | 54    | 2     | 4     | 117   | 11       | .230  | .190     | .407     | .717  |

### 記録
NPB
- 初出場・初先発出場：2010年3月20日、対千葉ロッテマリーンズ1回戦（西武ドーム）、5番・指名打者として先発出場
- 初打席：同上、2回裏に成瀬善久から空振り三振
- 初安打・初本塁打・初打点：同上、7回裏に成瀬善久から右越決勝ソロ
- 初盗塁：2010年4月22日、対福岡ソフトバンクホークス6回戦（福岡Yahoo! Japanドーム）、9回表に二盗（投手：神内靖、捕手：髙谷裕亮）
- 日本プロ野球公式戦通算90,000号本塁打：2010年4月4日、対北海道日本ハムファイターズ3回戦（札幌ドーム）、6回表に武田勝から右越ソロ

### 背番号
- 27 （1998年 - 2002年）
- 8 （2003年 - 2004年）
- 17 （2007年 - 同年途中）
- 18 （2007年途中 - 同年終了）
- 42 （2010年 - 2011年）